# Llanfechell
Llanfechell är en by på ön Anglesey, i kommunen Isle of Anglesey, i Wales. Byn är belägen 229,7 km 
från Cardiff. Orten har 591 invånare (2016).